# Xã Wells, Quận Fulton, Pennsylvania
Xã Wells (tiếng Anh: Wells Township) là một xã thuộc quận Fulton, tiểu bang Pennsylvania, Hoa Kỳ. Năm 2010, dân số của xã này là 477 người.